# Carlota de México
Carlota de México (nacida María Carlota Amelia Augusta Victoria Clementina Leopoldina de Sajonia-Coburgo-Gotha, Bruselas, 7 de junio de 1840-Meise, 19 de enero de 1927) fue la segunda y última emperatriz consorte de México; siendo de nacimiento princesa de Bélgica y por su matrimonio archiduquesa de Austria, princesa de Hungría y Bohemia y virreina de Lombardía-Véneto entre otros títulos.
De conformidad con lo establecido con el artículo 2 del Estatuto provisional del Imperio, que la reconocía como regente y cabeza del gobierno ante cualquier ausencia del emperador Maximiliano I; y considerando que en efecto dicha regencia se produjo (durante las giras del monarca al interior del país), ejerciendo distintas funciones ejecutivas, la emperatriz fue la primera mujer gobernante en la historia de México.

## Princesa de Bélgica

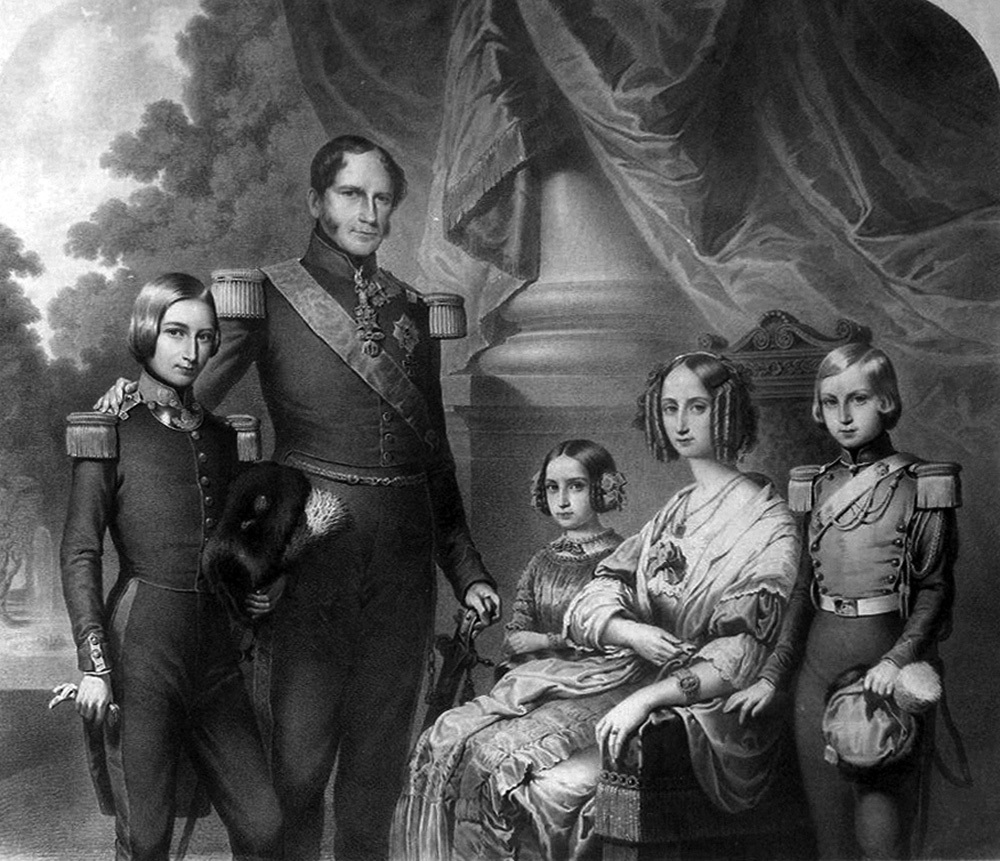
La primera familia real belga, el rey Leopoldo I de Bélgica, la reina Luisa María, el príncipe heredero Leopoldo, el príncipe Felipe, conde de Flandes y la princesa Carlota.

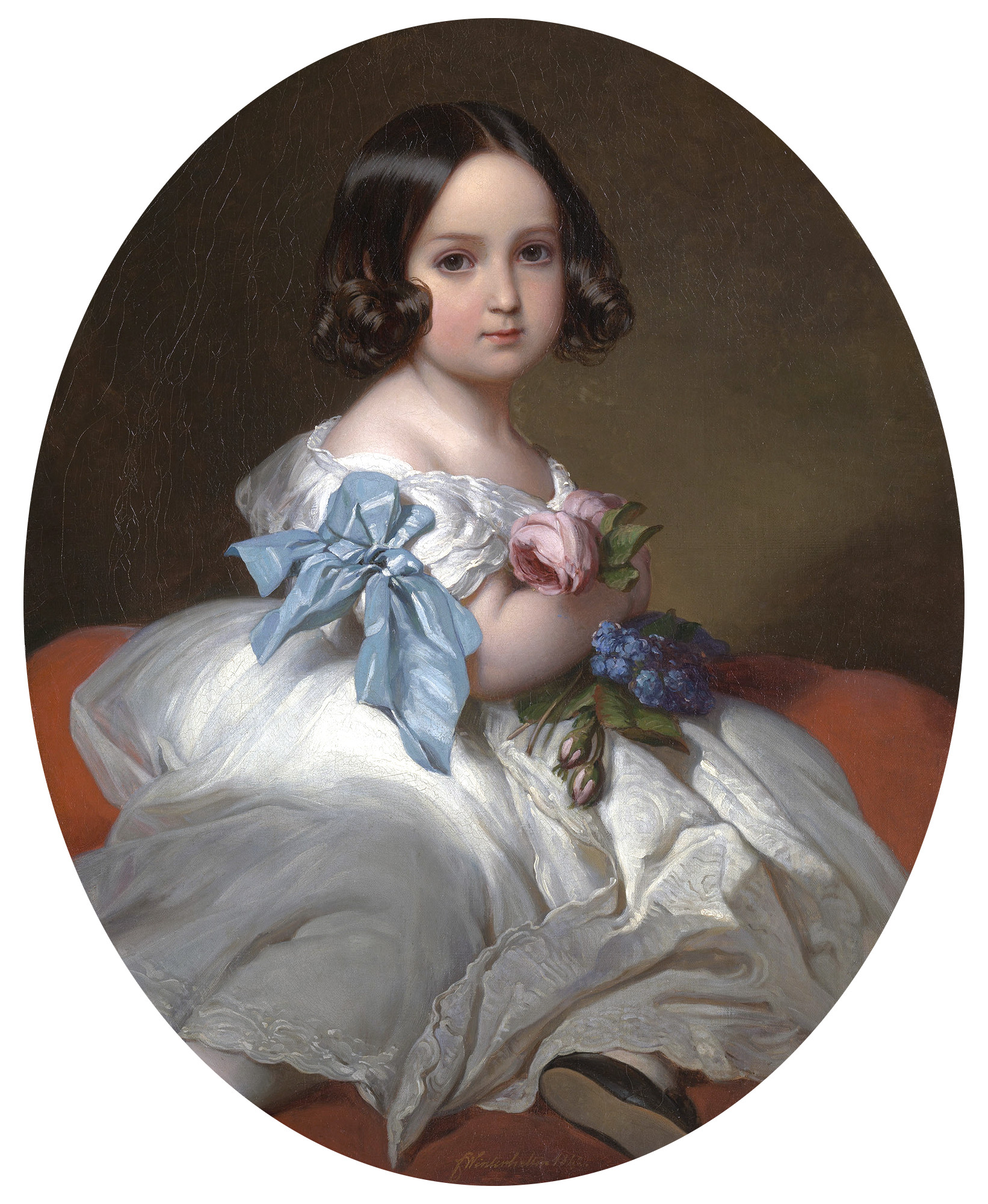
Carlota de Bélgica por Franz Xaver Winterhalter en 1842.

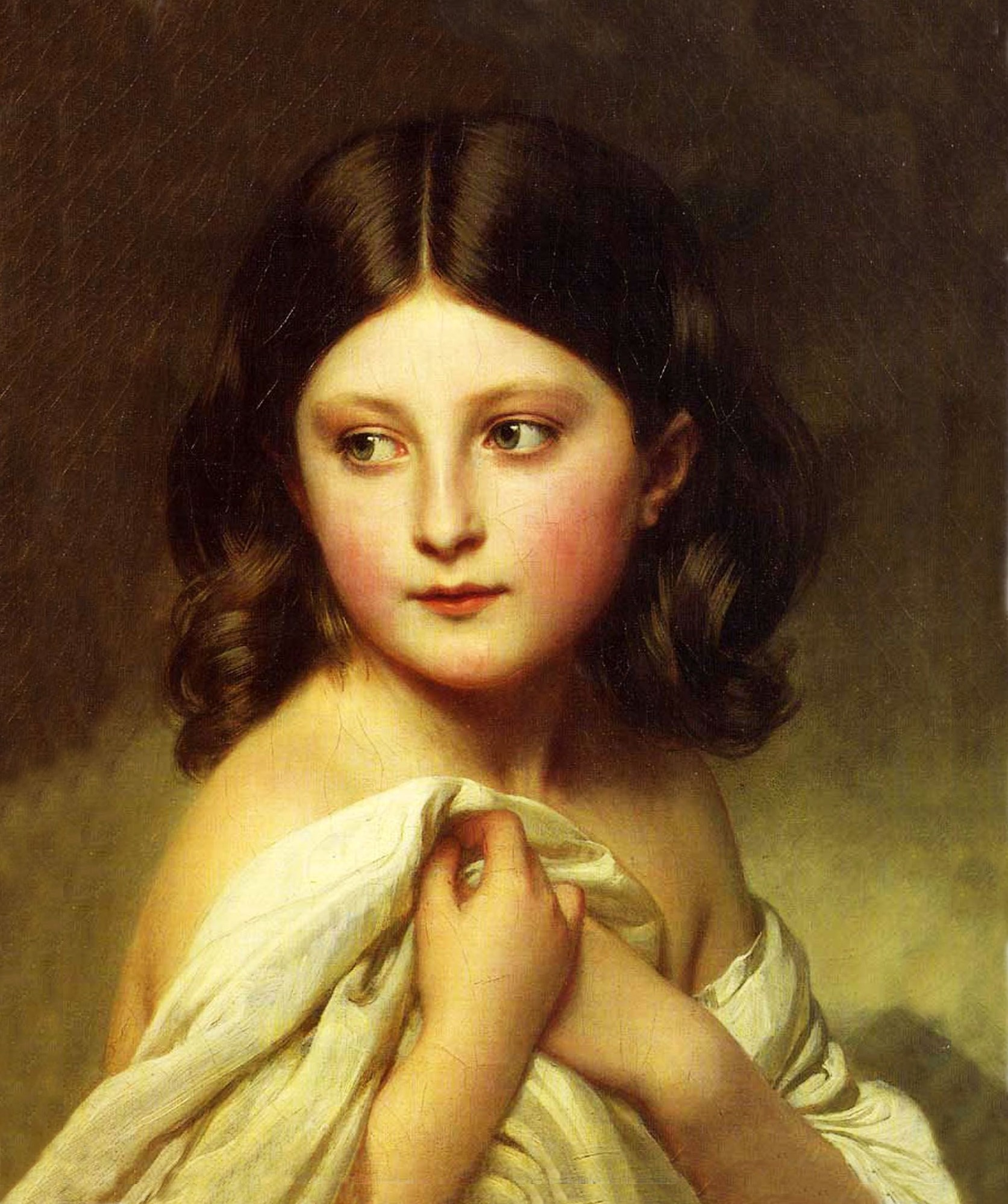
Princesa Carlota (c. 1850), por Hermann Winterhalter.

Nació en el castillo de Laeken cerca de Bruselas, Bélgica, el 7 de junio de 1840. Fue la única hija, de los cuatro, del matrimonio formado por el rey Leopoldo I de los Belgas y la princesa Luisa María de Francia (hija del rey Luis Felipe I de Orleáns, descendiente de Luis XIII, y de la princesa María Amelia de las Dos Sicilias, hija a su vez de Fernando I, rey de las Dos Sicilias.
Llamada así en honor a la primera esposa de su padre, la princesa Carlota de Gales que murió durante un parto fallido, Carlota tenía tres hermanos: Luis Felipe, que murió en la primera infancia, Leopoldo, que después de la muerte de su padre se convirtió en rey de Bélgica y el príncipe Felipe, conde de Flandes.
Su abuela la reina María Amelia de Francia, era la esposa de Luis Felipe I de Francia, y sobrina de la reina María Antonieta que murió decapitada víctima de la revolución francesa. María Amalia era la confidente cercana de Carlota, y durante su boda en 1857, llevó una pulsera con un retrato en miniatura de su abuela y mantuvieron correspondencia con regularidad, sobre todo más tarde mientras Carlota se encontraba en México.
Cuando Carlota tenía diez años, su madre, la reina Luisa María, murió de tuberculosis y Carlota fue confiada a la condesa de Hulste, una amiga cercana de la familia. Aunque joven, la princesa tenía su propia casa, pero, durante unas semanas al año, se quedaba en Claremont House, la casa de campo donde pasaban el exilio la reina María Amelia y el resto de la familia real de Francia.
Pertenecía a la Casa de Sajonia-Coburgo-Gotha, que tomó su nombre del diminuto ducado alemán que era la patria de su padre, el primer rey de Bélgica.

## Archiduquesa de Austria

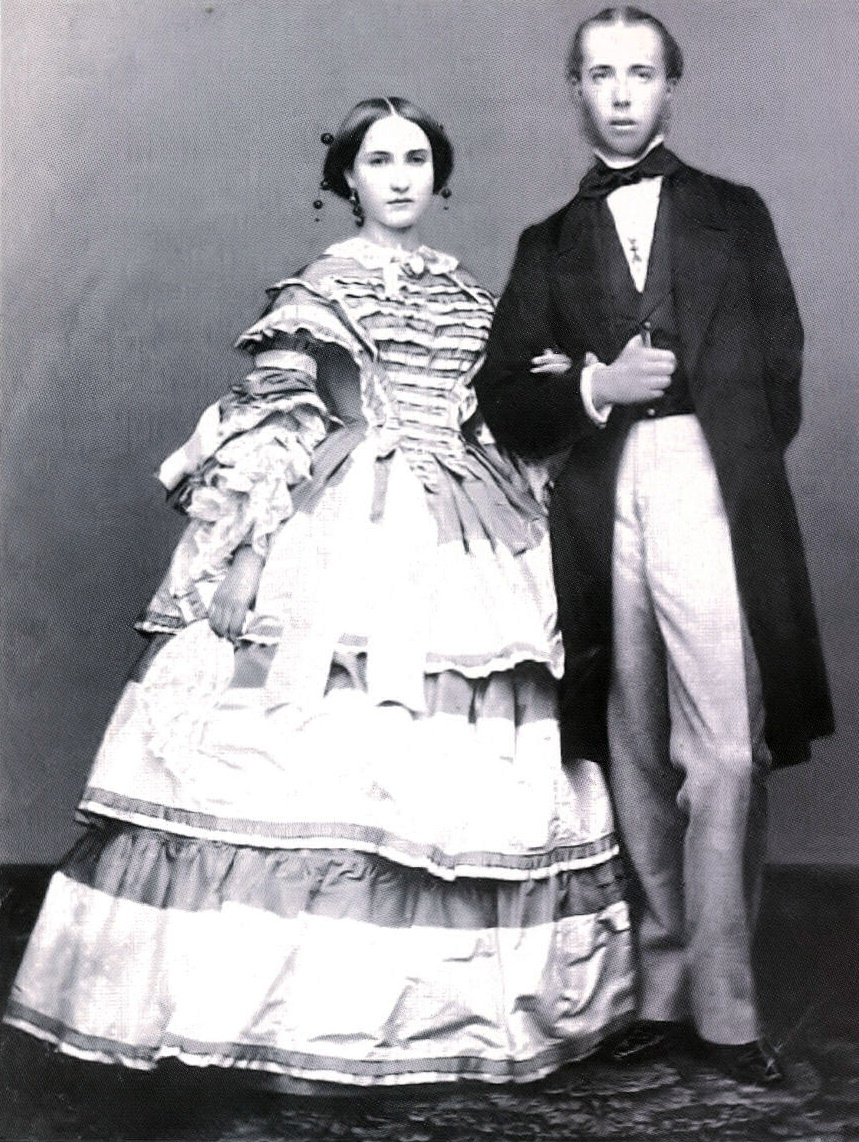
Fotografía del joven Archiduque Maximiliano y Archiduquesa Carlota.

El 27 de julio de 1857, Carlota contrajo matrimonio con el archiduque de Austria, Fernando Maximiliano de Habsburgo, el idealista hermano menor de Francisco José I, emperador de Austria, con lo que se convirtió en archiduquesa de Austria. En la Corte de Viena fue muy apreciada por su suegra, que veía en ella el ejemplo perfecto de una esposa de un archiduque austriaco. Carlota tuvo una relación tensa con la emperatriz Isabel, conocida como Sissi, esposa de su cuñado Francisco José I. Aparentemente aquella sentía rechazo por la profunda conexión que existía entre la emperatriz y Maximiliano.
Más adelante, por presiones de su padre, el rey Leopoldo I, se decidió nombrar a Maximiliano como virrey de Lombardía-Venecia. Carlota pasó varios años relativamente felices en Italia como la esposa de Maximiliano mientras él se desempeñaba en sus funciones como gobernador de la provincia de Lombardía-Venecia. Aunque Lombardía-Venecia estaban bajo el dominio del Imperio austríaco, ni Maximiliano ni Carlota tuvieron verdadero poder, y ambos estaban impacientes por papeles más desafiantes en la vida.
Años después la joven pareja aceptó la oferta del trono de México hecha por la Junta de Notables, un grupo de mexicanos sobresalientes de todo el territorio (de ahí el "Notables") opuestos al gobierno encabezado por Benito Juárez), entre ellos, José María Gutiérrez de Estrada, Juan Nepomuceno Almonte y el doctor José Pablo Martínez del Río, entre otros. Ellos anhelaban una monarquía para solucionar la inestabilidad política de México. Irónicamente, Juan Nepomuceno Almonte era hijo del generalísimo José María Morelos, uno de los principales insurgentes de la guerra de Independencia contra España.

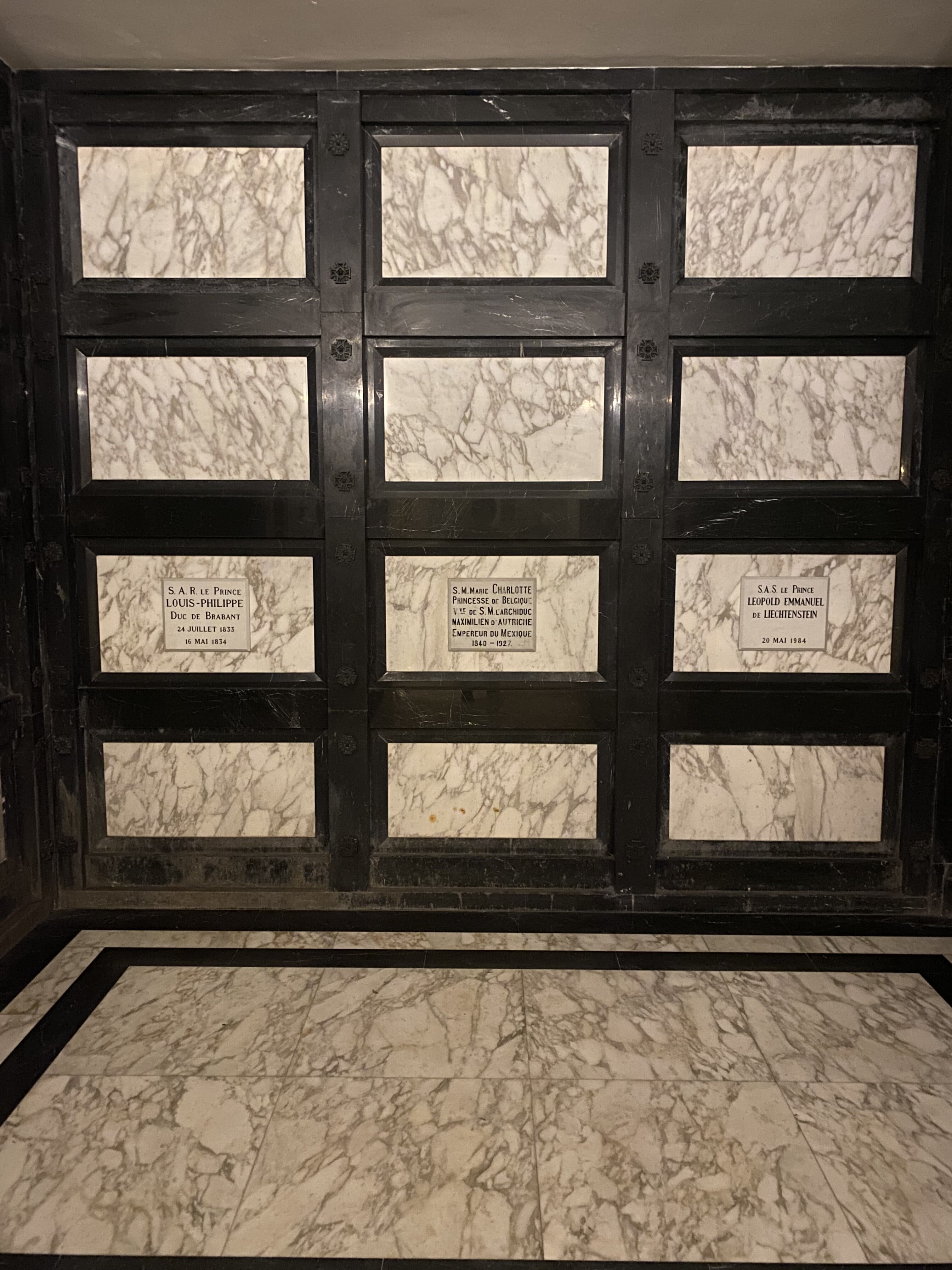
Restos de Carlota de México en Cripta Real en Laeken, Bélgica

## Emperatriz de México

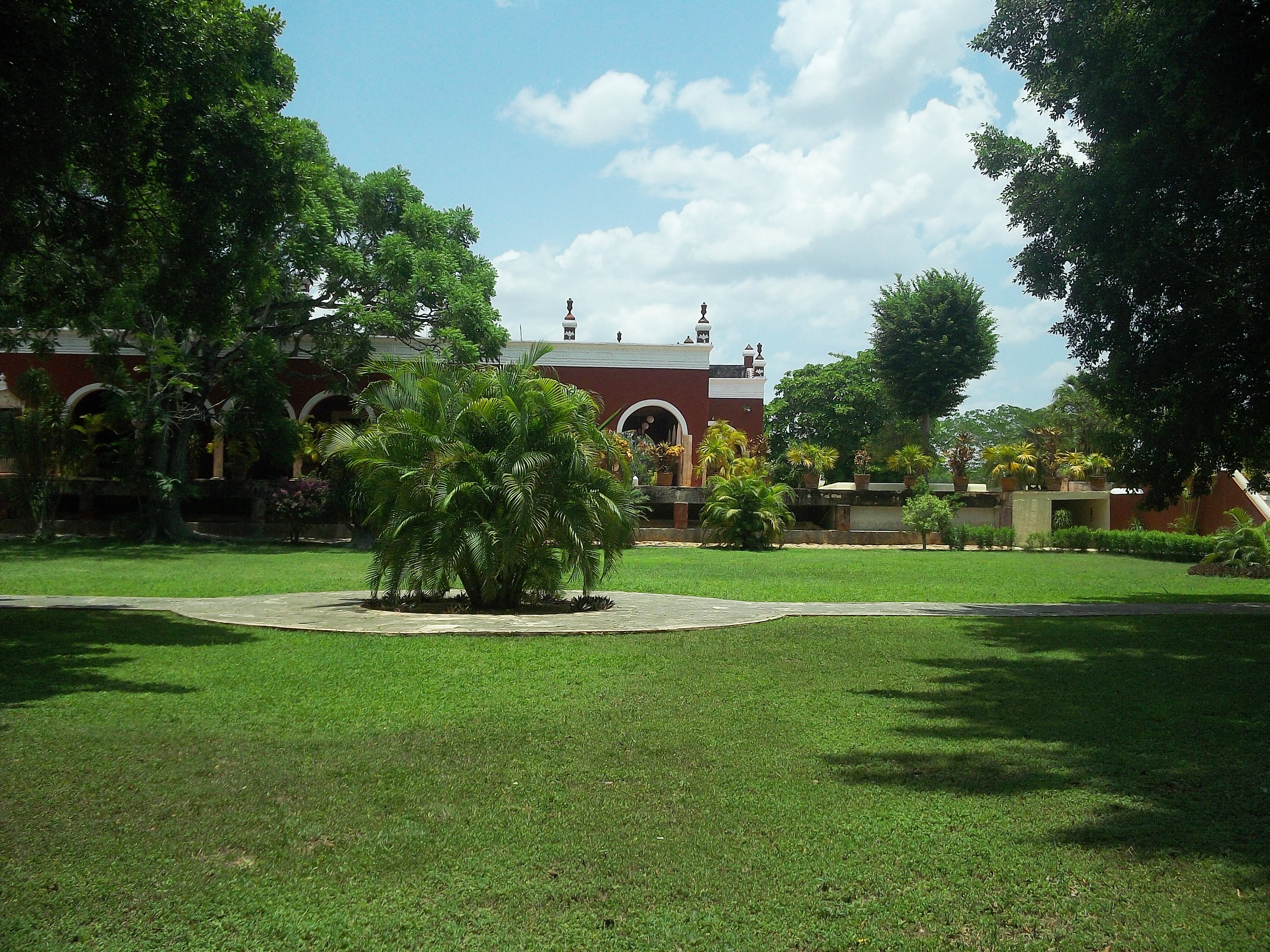
La emperatriz Carlota Amalia pernoctó en la hacienda San Pedro Chimay en 1865 durante su viaje por el Camino Real a Campeche.

### Inicio
A principios de la década de 1860, Napoleón III de Francia inició la Intervención francesa en México. Francia, impaciente en convertir a México en un Estado satélite, buscó un testaferro adecuado para servir como emperador nominal. El archiduque Fernando Maximiliano de Habsburgo aceptó la corona mexicana el 10 de abril de 1864 en el Palacio de Miramar, tras lo cual se embarcó en Trieste la nueva pareja imperial rumbo al Puerto de Veracruz a bordo de la fragata Novara. En la Ciudad de México escogieron como residencia imperial el Castillo de Chapultepec.

### La primera mujer gobernante de México
Carlota, como nueva emperatriz, comenzó junto a su esposo Maximiliano a configurar una corte con un rígido protocolo influenciado por su vida juntos en Austria. Ambos presidían los grandes bailes y recepciones que se celebraban en el Palacio Nacional de México y su nueva residencia imperial, Chapultepec. La nueva emperatriz intentó desde un principio mantener una activa actitud hacia los asuntos políticos. Con un carácter decidido, intervino en la política imperial (más crítica cada día que pasaba) mientras Maximiliano se evadía en sus proyectos para reformar México. Así, mediante actuaciones para intentar frenar la inestable situación que se vivía fuera de la Ciudad de México, sobre todo con respecto a los grupos guerrilleros y el ejército liberal fiel a Benito Juárez, la emperatriz intentó ayudar en todo lo posible a su marido. 
En su corto reinado, Carlota de México asumió las funciones propias de su rango, y durante algunos meses, mientras Maximiliano visitaba el interior del país, encabezó la regencia del Imperio. La emperatriz llegó a promulgar la abolición de los castigos corporales y una justa limitación de las horas de trabajo, e impulsó empresas como los ferrocarriles, el telégrafo, el transporte a vapor y la beneficencia. Retomó con su esposo el proyecto del monumento a los Héroes de la Independencia que Santa Anna había dejado inconcluso y encargó a Ramón Rodríguez Arangoity la remodelación integral del Zócalo. Fundó un conservatorio de música y una academia de pintura. Gastó enormes cantidades de dinero en obras de caridad. Abrió guarderías, asilos y casas de cuna. Expulsó a los ladrones de los alrededores de la ciudad. En el conflicto entre el Segundo Imperio y la Iglesia católica, Carlota desempeñó un papel muy importante: ferviente católica, pero escéptica del clero mexicano, negoció sin ceder hasta provocar que se rompiera definitivamente la relación entre el Estado y la Iglesia. Promulgó la ley de instrucción pública, en la cual se garantizaba la educación primaria obligatoria y gratuita.
La emperatriz había sido educada por su padre el rey Leopoldo I para gobernar, por lo cual contaba con amplios conocimientos en política, geografía, música y artes. Hablaba francés, alemán, inglés, italiano y español. Incluso llegó a elaborar un proyecto de constitución. Su actitud y determinación frente al ejercicio del poder, sumadas a sus ideas liberales y la influencia que ejercía sobre su esposo, no solo la convirtieron en un importante contrapeso en el poder, sino que era vista como una figura que podría fortalecer la posición del Imperio frente al avance republicano, hasta tal punto que fue apodada como "La roja" por sus posturas radicales.
En el ámbito privado, la pareja imperial fue distanciándose con el paso de los meses. Carlota y Maximiliano disponían de aposentos y camas separados y cada vez fue menos frecuente la visita del emperador a las habitaciones de su cónyuge. Por otro lado, pronto surgieron rumores de infidelidades de aquel, supuestamente fascinado por las jóvenes mexicanas.

### Caída del imperio
El Segundo Imperio mexicano (1864-1867), fue breve y agitado debido a los choques entre la guerrilla republicana y los ejércitos imperiales mexicanos y franceses. Desde el principio los emperadores no pudieron equilibrar sus políticas liberales con la plataforma de los intereses conservadores que los habían llamado a gobernar. Tan solo pocos meses después de la coronación, Napoleón III comenzó a señalar su abandono a Maximiliano. En 1866 Francia, bajo la amenaza de Prusia, la presión de los Estados Unidos y especialmente las derrotas que sufrían frente a los guerrilleros de Benito Juárez, retiró sus tropas. Este obstáculo estratégico fue un golpe fatal a la monarquía mexicana y el Imperio se vino abajo. La situación fue exacerbada por un bloqueo de los Estados Unidos que impidió acudir a los refuerzos franceses. 
La emperatriz Carlota Amalia, que ya se había destacado como atrevida viajera al ir a la Península de Yucatán para conocer a los mayas y las ruinas de Uxmal en 1865, decidió cruzar el océano Atlántico en busca de ayuda en Europa, en una tentativa desesperada de salvar el trono de su marido. Con ese fin, se entrevistó con la nobleza europea en París y Viena, a quienes recordó en vano el compromiso contraído cuatro años antes; pero el poco éxito de su petición pudo ser una de las razones por las que comenzó a mostrar síntomas de desequilibrio mental, exacerbado por los continuos desplantes del emperador Napoleón III.
Desde Francia, se dirigió a Trieste para descansar y después a Roma, con la intención de conseguir el apoyo papal e inclinar a los conservadores mexicanos por su causa. Acudió al papa Pío IX, a quien imploraba un concordato con el imperio tambaleante, pero únicamente obtuvo de él promesas vagas que la desesperaron. Durante la negociación, se alojó en la Santa Sede, y a día de hoy sigue siendo la única mujer que ha dormido allí. Sin embargo, en una de sus entrevistas, empezó a mostrar alteraciones en su intelecto; llegó a mencionar que la querían envenenar, hasta el punto de tomar el agua de las fuentes públicas de Roma.
Fue así como Carlota Amalia fracasó en el intento de lograr el apoyo europeo para la monarquía mexicana. Desde ese momento, bajo presión, su desequilibrio mental fue incrementándose, con episodios de lucidez y demencia, agravados —si cabe— por el fusilamiento de su marido. Maximiliano I había sido aprehendido en Querétaro y, en su juicio por el estado de guerra en el país, se le condenó a muerte. La sentencia se cumplió el 19 de junio de 1867, en el Cerro de las Campanas en Santiago de Querétaro, acompañado de los generales Miguel Miramón y Tomás Mejía.

## La emperatriz viuda

Retrato de la emperatriz Carlota, por Francisco Javier Winterhalter, en el Castillo de Chapultepec.

El Imperio se había derrumbado después de solo tres años tal y como ella había predicho que si Napoleón III sacaba sus tropas de México el segundo Imperio Mexicano se caería como un castillo de naipes[cita requerida]. El presidente de México Benito Juárez aprobó la ejecución de Maximiliano I el 19 de junio de 1867 decidida por un Tribunal Militar. Las últimas palabras del depuesto emperador sobre su esposa fueron: "¡Pobre Carlota!". Unos meses antes Carlota había abandonado México en su vano intento de obtener ayuda de Francia y del papa, al llegar a Europa y fracasar en su misión, comenzó a mostrar signos de locura. Su hermano el príncipe Felipe, conde de Flandes, la tenía examinada por médicos, que la declararon demente. Ella pasó el resto de su vida en aislamiento, primero en el pabellón del jardín (el Gartenhaus) de su castillo de Miramar. Luego Carlota fue trasladada al Castillo de Tervuren y finalmente en el Château de Bouchout en Meise, Bélgica.  
Durante la Primera Guerra Mundial, su propiedad belga fue rodeada por el ejército alemán, pero como Austria fue uno de los aliados principales de Alemania y ella era la cuñada viuda del emperador austriaco, Francisco José, no fue atacada. Un corresponsal estadounidense de la época capturó para la posteridad el letrero que se puso afuera del castillo.
Existe la hipótesis de que la locura de Carlota era real y fue debido a la ingesta de la seta teyhuinti. Se dice que Carlota fue con una herbolaria de la Ciudad de México a la cual le pidió ayuda para poder concebir. Llevaba oculta su identidad con un velo, pero la herbolaria, partidaria de Benito Juárez, la reconoció. Al teyhuinti se le conoce como la carne de los dioses[cita requerida], y se emplea en soluciones muy diluidas, como un tónico, porque a concentraciones altas puede producir un estado de locura permanente.

## Muerte
“Nada podrá, sino la muerte, que la ha rozado todavía recientemente, liberar a esta alma en pena de la noche en la que vaga desde hace más de medio siglo”

Carlota falleció víctima de una neumonía causada por influenza el 19 de enero de 1927, con 86 años de edad, a las 7 de la mañana en el Château de Bouchout, Bruselas.  
Tras su muerte, las Cámaras de Bélgica levantaron sus sesiones en señal de duelo; se guardó luto en la corte por diez días; expusieron su cuerpo en la Cámara Imperial de Bouchout, sobre un lecho de roble cubierto por rosas y cyclaminos y un baldaquino azul celeste. La familia real veló junto a ella. Al día siguiente se realizó el funeral, su cuerpo fue trasladado a la iglesia parroquial de Meysse en un carro adornado por las armas imperiales, y seguida por el rey Alberto I, los príncipes Leopoldo y Carlos, el conde de Mérode, el general Hanatiau y el barón de Goffinet. Por su parte, la reina Isabel, las princesas, la duquesa de Vendôme, la princesa Genoveva de Orleans y la condesa de Chaponay la esperaban en la iglesia. La bendición fue dada por el cardenal Mercier. Sobre su féretro se leía:

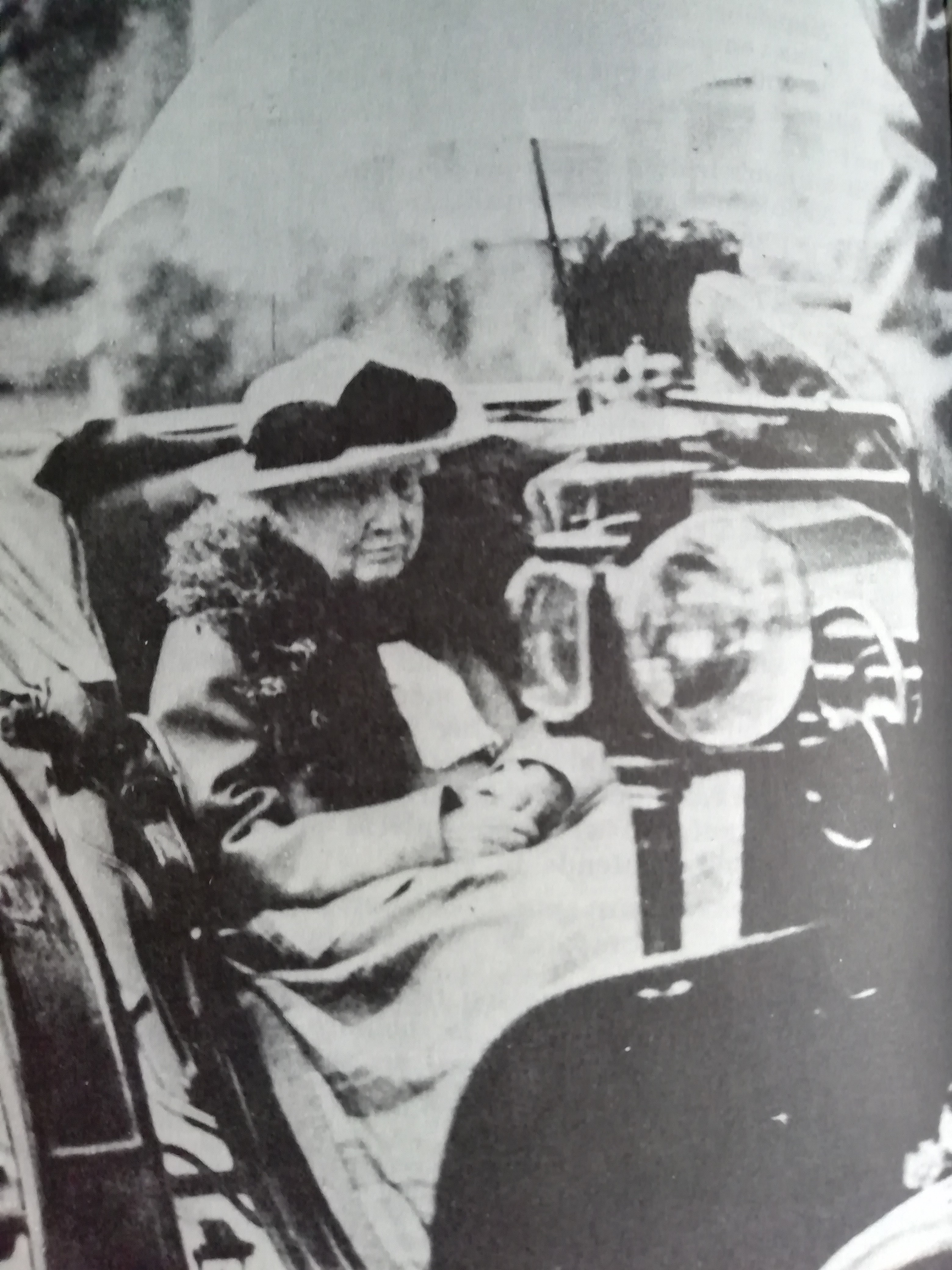
La princesa Carlota de Bélgica, emperatriz de México en Bouchout alrededor de 1914.

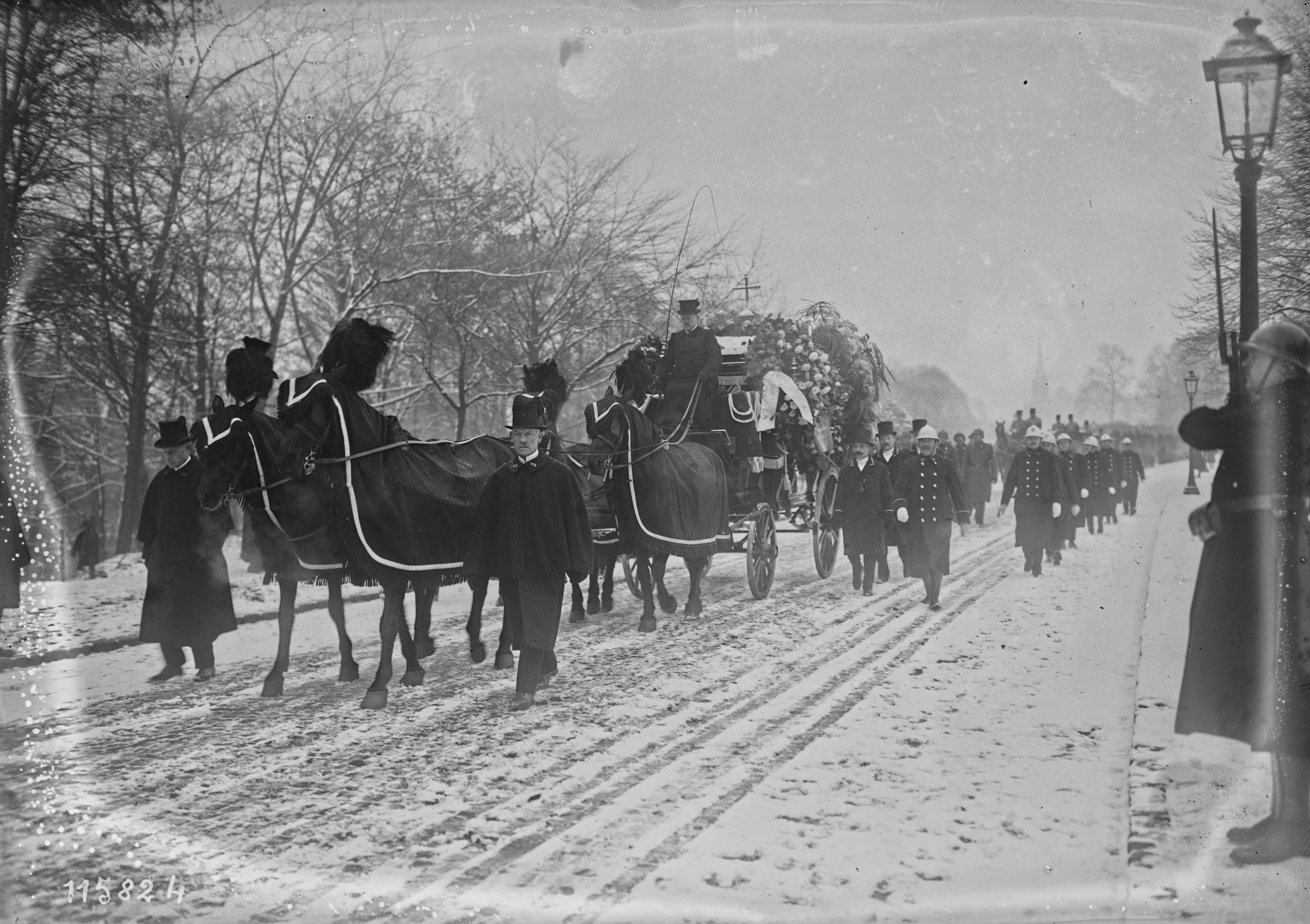
El funeral de Carlota en Laeken, el.

“SU MAJESTAD LA EMPERATRIZ MARÍA AMALIA  CARLOTA VICTORIA CLEMENTINA  LEOPOLDINA, PRINCESA DE BÉLGICA. NACIÓ EN LAEKEN EL 8 DE JULIO DE 1840, FALLECIÓ EN EL CASTILLO DE BOUCHOUT EL 19 DE ENERO DE 1927, VIUDA DE SU MAJESTAD IMPERIAL EL ARCHIDUQUE MAXIMILIANO DE AUSTRIA, EMPERADOR DE MÉXICO”

Sus restos reposan en la cripta de la Iglesia de Laeken, lejos de los restos mortales de su marido, que descansan en la Cripta Imperial de la Iglesia de los Capuchinos en Viena.

## Últimas palabras
De acuerdo con diversos autores, en su lecho justo antes de morir, la emperatriz Carlota dijo las siguientes palabras:
Según Miguel de Grecia, suspiró sosteniendo un rosario y murmurando: 

"Mexique" 

Según Iturriaga De la Fuente: 

"Recordadle al universo al hermoso extranjero de cabellos rubios. Dios quiera que se nos recuerde con tristeza, pero sin odio." 

Según S. van Eckhaus:  

Todo aquello terminó sin haber alcanzado el éxito (Tout cela est fini et n'aboutira pas).

Según Carolina de Brasner, en relación con el haber sido recostada en su lecho en lugar de su tumbona como deseaba:  

“Me expresé mal en palabras y lo lamentaré” (Je m'ai mal exprimée en paroles et j'en piitirai).

## Títulos
| ● 7 de junio de 1840-27 de julio de 1857:  | Su alteza real la princesa Carlota de Bélgica, princesa de Sajonia-Coburgo-Gotha, duquesa de Sajonia                                                                                  |
| ● 27 de julio de 1857-10 de abril de 1864: | Su alteza imperial y real la archiduquesa Carlota de Austria, princesa real de Hungría, Bohemia y Croacia, princesa de Bélgica, princesa de Sajonia-Coburgo-Gotha, duquesa de Sajonia |
| ● 10 de abril de 1864-15 de mayo de 1867:  | Su majestad imperial la emperatriz de México |
| ● 15 de mayo de 1867-19 de enero de 1927:  | Su majestad imperial la emperatriz Carlota de México |

## Condecoraciones
Carlota de México recibió las siguientes condecoraciones durante su vida: 
Segundo Imperio mexicano 
- 10 de abril de 1865: Gran maestre de la Orden de San Carlos (México).[21]
- Dama Gran Cruz de la Orden Imperial de Guadalupe.
- Dama Gran Cruz de la Orden Imperial del Águila Mexicana.

Imperio Austrohúngaro 
- Dama de primera clase de la Orden de la Cruz Estrellada.[22]

Reino de España 
- 22 de diciembre de 1857: 525.ª Dama de la Orden de las Damas Nobles de la Reina María Luisa.[23][24] (Reino de España).

Reino de Portugal 
- Gran cruz de la Orden de la Reina Santa Isabel de Portugal

Orden de Malta 
- Dama gran cruz de honor y devoción de la Orden de Malta (Orden de Malta).[25]

## El Segundo Imperio como tema para obras de arte

### Óperas
- Maximilien, ópera histórica en tres actos y 9 escenas; libreto de R.S. Hoffman basado en el drama Juárez und Maximilian de Franz Werfel; música de Darius Milhaud. Estreno: 1932.
- Carlota, ópera en un acto. Libreto de Francisco Zendejas; música de Luis Sandi. Estreno: 1948.
- Carlota, ópera. Libreto de autor desconocido; música de Robert Avalon. Inédita.
- La emperatriz de la mentira, ópera, Libreto de Ángel Norzagaray; música de Dmitri Dudin. Estreno: 21 de septiembre de 2012.

### Música
- - La canción mexicana conocida como La Paloma, era la melodía favorita de la Emperatriz Carlota, la cual la escuchó cuando llegó a México.
  - El álbum Carlota: The Last Empress (2017) de Khyaam Haque.
  - El Musical Carlota: A Serpentine Crown (2009) de Marcel Wick, con Renate van Dijk como Carlota y Ruwen Doyens como Maximiliano.

### Dramas
- Juárez und Maximilian (1925), drama de Franz Werfel.
- Corona de sombras (1947), drama de Rodolfo Usigli.
- El sueño de una Corona (2005), Drama Musical Histórico de Konrad y Wolfgang Ratz.
- Adiós Mamá Carlota (2019), obra histórica de Luis Valdez y la San Jose Stage Company.
- Throne of Shadows, Audio drama de Thomas E. Fuller, presentado por la Atlanta Radio Theatre Company.

### Novelas
- Noticias del Imperio (1987) de Fernando del Paso.

Yo soy María Carlota de Bélgica, Emperatriz de México y de América. Yo soy María Carlota Amelia, prima de la Reina Victoria de Inglaterra, Gran Maestre de la Cruz de San Carlos y Virreina de las provincias del Lombardovéneto acogidas por la piedad y la clemencia austriacas bajo las alas del águila bicéfala de la Casa de Habsburgo. Yo soy María Carlota Amelia Victoria, hija de Leopoldo Príncipe de Sajonia-Coburgo y Rey de Bélgica, a quien llamaban el Néstor de los Gobernantes y que me sentaba en sus piernas, acariciaba mis cabellos castaños y me decía que yo era la pequeña sílfide del palacio de Laeken. Yo soy María Carlota Amelia Clementina, hija de Luisa María de Orleáns, la reina santa de los ojos azules y la nariz borbona que murió de consunción y de tristeza por el exilio y la muerte de Luis Felipe, mi abuelo, que cuando todavía era Rey de Francia me llenaba el regazo de castañas y la cara de besos en los jardines de la Tullerías. Yo soy María Carlota Amelia Victoria Clementina Leopoldina, sobrina del Príncipe Joinville y prima del Conde de París, hermana del Duque de Brabante que fue Rey de Bélgica y conquistador del Congo y hermana del Conde de Flandes, en cuyos brazos aprendí a bailar, cuando tenía diez años, a la sombra de los espinos en flor. Yo soy Carlota Amelia, mujer de Fernando Maximiliano José, Archiduque de Austria, Príncipe de Hungría y de Bohemia, Conde de Habsburgo, Príncipe de Lorena, Emperador de México y Rey del mundo, que nació en el Palacio de Schönbrunn y fue el primer descendiente de los Reyes Católicos Fernando e Isabel que cruzó el mar océano y pisó las tierras de América, y que mandó construir para mí a la orilla del Adriático un palacio blanco que miraba al mar y otro día me llevó a México a vivir a un castillo gris que miraba al valle y a los volcanes cubiertos de nieve, y que una mañana de junio de hace muchos años murió fusilado en la ciudad de Querétaro. Yo soy Carlota Amelia, Regente de Anáhuac, Reina de Nicaragua, Baronesa del Mato Grosso, Princesa de Chichén Itza. Yo soy Carlota Amelia de Bélgica, Emperatriz de México y de América: Tengo ochenta y seis años de edad y sesenta de beber, loca de sed, en las fuentes de Roma.

 Así inicia el libro del narrador Fernando del Paso, Noticias del Imperio, basado en la trágica historia de un efímero imperio; cuya principal protagonista fue Carlota, la princesa belga, junto con el príncipe Maximiliano de Habsburgo.
- Mamá Carlota (2008) de Adolfo Arrioja Vizcaíno.
- El último príncipe del Imperio Mexicano (2010) de C.M. Mayo.
- El cerro de las campanas (1868) de Juan A. Mateos.
- Juárez en el Convento de las Capuchinas: La reunión secreta con Maximiliano (2014) de Adam J. Oderoll.
- Carlota. La emperatriz que enloqueció de amor (2017) de Laura Martínez-Belli.

### Novela Gráfica
Empress Charlotte escrita por Fabien Nury e ilustrada por Matthieu Bonhomme. Hasta ahora se han publicado dos partes:
- Volumen 1: La princesa y el archiduque (17 de octubre de 2018)
- Volumen 2: El Imperio (12 de junio de 2020)

### Filmografía
| Año  | Película                               | Director                | Actriz                          |
| ---- | -------------------------------------- | ----------------------- | ------------------------------- |
| 1933 | Juárez y Maximiliano                   | Miguel Contreras Torres | Medea de Novara                 |
| 1937 | La paloma                              | Miguel Contreras Torres | Medea de Novara                 |
| 1939 | Juárez                                 | William Dieterle        | Bette Davis                     |
| 1940 | The Mad Empress                        | Miguel Contreras Torres | Medea de Novara                 |
| 1942 | La cabalgata del imperio               | Miguel Contreras Torres | Medea de Novara                 |
| 1954 | Vera Cruz                              | Robert Aldrich          |                                 |
| 1966 | Maximiliano y Carlota                  | Raul Araiza             | Maria Rivas                     |
| 1972 | El carruaje                            | Raul Araiza             | Nelly Meden                     |
| 1973 | Aquellos años                          | Felipe Cazals           | Helena Rojo                     |
| 1994 | El vuelo del águila                    | Ernesto Alonso          | Laura Flores                    |
| 2009 | Sissi: emperatriz de Austria           | Xaver Schwarzenberger   | Federica De Cola                |
| 2015 | Maximiliano de México: sueños de poder | Franz Leopold Schmelzer | Victoria Hillish                |
| 2015 | Carlota de Habsburgo                   | Daniela Paasch          | Margarita Sanz / Avelina Correa |

## Ancestros
| \| \| \| \| \| \| \| \| \| \| \| \| \| \| \| \| \| \| \| \| 16. Francisco Josías, duque de Sajonia-Coburgo-Saalfeld \| \| \| \| \| \| \| \| \| \| \| \| \| \| \| \| \| \| \| \| \| \| \| \| \| \| \| \| \| \| \| \| \| \| \| \| \| \| \| \| \| \| \| \| \| \| \| \| \| \| \| \| \| \| 8. Ernesto Federico, duque de Sajonia-Coburgo-Saalfeld \| \| \| \| \| \| \| \| \| \| \| \| \| \| \| \| \| \| \| \| \| \| \| \| \| \| \| \| \| \| \| \| \| \| \| \| \| \| \| \| \| \| \| \| \| \| \| \| \| \| \| \| \| \| 17. Princesa Ana Sofía de Schwarzburg-Rudolstadt \| \| \| \| \| \| \| \| \| \| \| \| \| \| \| \| \| \| \| \| \| \| \| \| \| \| \| \| \| \| \| \| \| \| \| \| \| \| \| \| \| \| \| \| \| \| \| \| \| \| \| \| \| \| 4. Francisco, duque de Sajonia-Coburgo-Saalfeld \| \| \| \| \| \| \| \| \| \| \| \| \| \| \| \| \| \| \| \| \| \| \| \| \| \| \| \| \| \| \| \| \| \| \| \| \| \| \| \| \| \| \| \| \| \| \| \| \| \| \| \| \| \| 18. Fernando Alberto II, duque de Brunswick-Wolfenbüttel \| \| \| \| \| \| \| \| \| \| \| \| \| \| \| \| \| \| \| \| \| \| \| \| \| \| \| \| \| \| \| \| \| \| \| \| \| \| \| \| \| \| \| \| \| \| \| \| \| \| \| \| \| \| 9. Duquesa Sofía Antonia de Brunswick-Wolfenbüttel \| \| \| \| \| \| \| \| \| \| \| \| \| \| \| \| \| \| \| \| \| \| \| \| \| \| \| \| \| \| \| \| \| \| \| \| \| \| \| \| \| \| \| \| \| \| \| \| \| \| \| \| \| \| 19. Duquesa Antonieta Amalia de Brunswick-Wolfenbüttel \| \| \| \| \| \| \| \| \| \| \| \| \| \| \| \| \| \| \| \| \| \| \| \| \| \| \| \| \| \| \| \| \| \| \| \| \| \| \| \| \| \| \| \| \| \| \| \| \| \| \| \| \| \| 2. Leopoldo I, rey de los Belgas \| \| \| \| \| \| \| \| \| \| \| \| \| \| \| \| \| \| \| \| \| \| \| \| \| \| \| \| \| \| \| \| \| \| \| \| \| \| \| \| \| \| \| \| \| \| \| \| \| \| \| \| \| \| 20. Enrique XXIX, conde de Reuss-Ebersdorf \| \| \| \| \| \| \| \| \| \| \| \| \| \| \| \| \| \| \| \| \| \| \| \| \| \| \| \| \| \| \| \| \| \| \| \| \| \| \| \| \| \| \| \| \| \| \| \| \| \| \| \| \| \| 10. Enrique XXIV, conde de Reuss-Ebersdorf \| \| \| \| \| \| \| \| \| \| \| \| \| \| \| \| \| \| \| \| \| \| \| \| \| \| \| \| \| \| \| \| \| \| \| \| \| \| \| \| \| \| \| \| \| \| \| \| \| \| \| \| \| \| 21. Condesa Teodora de Castell-Castell \| \| \| \| \| \| \| \| \| \| \| \| \| \| \| \| \| \| \| \| \| \| \| \| \| \| \| \| \| \| \| \| \| \| \| \| \| \| \| \| \| \| \| \| \| \| \| \| \| \| \| \| \| \| 5. Princesa Augusta de Reuss-Ebersdorf \| \| \| \| \| \| \| \| \| \| \| \| \| \| \| \| \| \| \| \| \| \| \| \| \| \| \| \| \| \| \| \| \| \| \| \| \| \| \| \| \| \| \| \| \| \| \| \| \| \| \| \| \| \| 22. Conde Jorge Augusto de Erbach-Schönberg \| \| \| \| \| \| \| \| \| \| \| \| \| \| \| \| \| \| \| \| \| \| \| \| \| \| \| \| \| \| \| \| \| \| \| \| \| \| \| \| \| \| \| \| \| \| \| \| \| \| \| \| \| \| 11. Condesa Carolina Ernestina de Erbach-Schönberg \| \| \| \| \| \| \| \| \| \| \| \| \| \| \| \| \| \| \| \| \| \| \| \| \| \| \| \| \| \| \| \| \| \| \| \| \| \| \| \| \| \| \| \| \| \| \| \| \| \| \| \| \| \| 23. Condesa Fernanda Enriqueta de Stolbert-Gedern \| \| \| \| \| \| \| \| \| \| \| \| \| \| \| \| \| \| \| \| \| \| \| \| \| \| \| \| \| \| \| \| \| \| \| \| \| \| \| \| \| \| \| \| \| \| \| \| \| \| \| \| \| \| 1. Princesa Carlota de Bélgica \| \| \| \| \| \| \| \| \| \| \| \| \| \| \| \| \| \| \| \| \| \| \| \| \| \| \| \| \| \| \| \| \| \| \| \| \| \| \| \| \| \| \| \| \| \| \| \| \| \| \| \| \| \| 24. Luis Felipe I, duque de Orleans \| \| \| \| \| \| \| \| \| \| \| \| \| \| \| \| \| \| \| \| \| \| \| \| \| \| \| \| \| \| \| \| \| \| \| \| \| \| \| \| \| \| \| \| \| \| \| \| \| \| \| \| \| \| 12. Luis Felipe II, duque de Orleans \| \| \| \| \| \| \| \| \| \| \| \| \| \| \| \| \| \| \| \| \| \| \| \| \| \| \| \| \| \| \| \| \| \| \| \| \| \| \| \| \| \| \| \| \| \| \| \| \| \| \| \| \| \| 25. Princesa Luisa Enriqueta de Francia \| \| \| \| \| \| \| \| \| \| \| \| \| \| \| \| \| \| \| \| \| \| \| \| \| \| \| \| \| \| \| \| \| \| \| \| \| \| \| \| \| \| \| \| \| \| \| \| \| \| \| \| \| \| 6. Luis Felipe I, rey de los Franceses \| \| \| \| \| \| \| \| \| \| \| \| \| \| \| \| \| \| \| \| \| \| \| \| \| \| \| \| \| \| \| \| \| \| \| \| \| \| \| \| \| \| \| \| \| \| \| \| \| \| \| \| \| \| 26. Luis Juan María, Duque de Penthièvre \| \| \| \| \| \| \| \| \| \| \| \| \| \| \| \| \| \| \| \| \| \| \| \| \| \| \| \| \| \| \| \| \| \| \| \| \| \| \| \| \| \| \| \| \| \| \| \| \| \| \| \| \| \| 13. Luisa María Adelaida de Borbón, Mademoiselle de Penthièvre \| \| \| \| \| \| \| \| \| \| \| \| \| \| \| \| \| \| \| \| \| \| \| \| \| \| \| \| \| \| \| \| \| \| \| \| \| \| \| \| \| \| \| \| \| \| \| \| \| \| \| \| \| \| 27. Princesa María Teresa Felicidad de Este \| \| \| \| \| \| \| \| \| \| \| \| \| \| \| \| \| \| \| \| \| \| \| \| \| \| \| \| \| \| \| \| \| \| \| \| \| \| \| \| \| \| \| \| \| \| \| \| \| \| \| \| \| \| 3. Princesa Luisa María de Francia \| \| \| \| \| \| \| \| \| \| \| \| \| \| \| \| \| \| \| \| \| \| \| \| \| \| \| \| \| \| \| \| \| \| \| \| \| \| \| \| \| \| \| \| \| \| \| \| \| \| \| \| \| \| 28. Carlos III, rey de España \| \| \| \| \| \| \| \| \| \| \| \| \| \| \| \| \| \| \| \| \| \| \| \| \| \| \| \| \| \| \| \| \| \| \| \| \| \| \| \| \| \| \| \| \| \| \| \| \| \| \| \| \| \| 14. Fernando I, rey de las Dos Sicilias \| \| \| \| \| \| \| \| \| \| \| \| \| \| \| \| \| \| \| \| \| \| \| \| \| \| \| \| \| \| \| \| \| \| \| \| \| \| \| \| \| \| \| \| \| \| \| \| \| \| \| \| \| \| 29. Princesa María Amalia de Sajonia \| \| \| \| \| \| \| \| \| \| \| \| \| \| \| \| \| \| \| \| \| \| \| \| \| \| \| \| \| \| \| \| \| \| \| \| \| \| \| \| \| \| \| \| \| \| \| \| \| \| \| \| \| \| 7. Princesa María Amalia de las Dos Sicilias \| \| \| \| \| \| \| \| \| \| \| \| \| \| \| \| \| \| \| \| \| \| \| \| \| \| \| \| \| \| \| \| \| \| \| \| \| \| \| \| \| \| \| \| \| \| \| \| \| \| \| \| \| \| 30. Francisco I emperador del Sacro Imperio Romano Germánico \| \| \| \| \| \| \| \| \| \| \| \| \| \| \| \| \| \| \| \| \| \| \| \| \| \| \| \| \| \| \| \| \| \| \| \| \| \| \| \| \| \| \| \| \| \| \| \| \| \| \| \| \| \| 15. Archiduquesa María Carolina de Austria \| \| \| \| \| \| \| \| \| \| \| \| \| \| \| \| \| \| \| \| \| \| \| \| \| \| \| \| \| \| \| \| \| \| \| \| \| \| \| \| \| \| \| \| \| \| \| \| \| \| \| \| \| \| 31. María Teresa I, archiduquesa de Austria y reina de Hungría \| \| \| \| \| \| \| \| \| \| \| \| \| \| \| \| \| \| \| \| \| \| \| \| \| \| \| \| \| \| \| \| \| \| \| \| \| \| \| \| \| \| \| \| \| \| \| \| \| \| \| \| |                                                                |  |  |  |  |  |  |  |  |  |  |  |  |  |  |  |
| |                                                                |  |  |  |  |  |  |  |  |  |  |  |  |  |  |  |
| | 16. Francisco Josías, duque de Sajonia-Coburgo-Saalfeld        |  |  |  |  |  |  |  |  |  |  |  |  |  |  |  |
| |                                                                |  |  |  |  |  |  |  |  |  |  |  |  |  |  |  |
| |                                                                |  |  |  |  |  |  |  |  |  |  |  |  |  |  |  |
| | 8. Ernesto Federico, duque de Sajonia-Coburgo-Saalfeld         |  |  |  |  |  |  |  |  |  |  |  |  |  |  |  |
| |                                                                |  |  |  |  |  |  |  |  |  |  |  |  |  |  |  |
| |                                                                |  |  |  |  |  |  |  |  |  |  |  |  |  |  |  |
| | 17. Princesa Ana Sofía de Schwarzburg-Rudolstadt               |  |  |  |  |  |  |  |  |  |  |  |  |  |  |  |
| |                                                                |  |  |  |  |  |  |  |  |  |  |  |  |  |  |  |
| |                                                                |  |  |  |  |  |  |  |  |  |  |  |  |  |  |  |
| | 4. Francisco, duque de Sajonia-Coburgo-Saalfeld                |  |  |  |  |  |  |  |  |  |  |  |  |  |  |  |
| |                                                                |  |  |  |  |  |  |  |  |  |  |  |  |  |  |  |
| |                                                                |  |  |  |  |  |  |  |  |  |  |  |  |  |  |  |
| | 18. Fernando Alberto II, duque de Brunswick-Wolfenbüttel       |  |  |  |  |  |  |  |  |  |  |  |  |  |  |  |
| |                                                                |  |  |  |  |  |  |  |  |  |  |  |  |  |  |  |
| |                                                                |  |  |  |  |  |  |  |  |  |  |  |  |  |  |  |
| | 9. Duquesa Sofía Antonia de Brunswick-Wolfenbüttel             |  |  |  |  |  |  |  |  |  |  |  |  |  |  |  |
| |                                                                |  |  |  |  |  |  |  |  |  |  |  |  |  |  |  |
| |                                                                |  |  |  |  |  |  |  |  |  |  |  |  |  |  |  |
| | 19. Duquesa Antonieta Amalia de Brunswick-Wolfenbüttel         |  |  |  |  |  |  |  |  |  |  |  |  |  |  |  |
| |                                                                |  |  |  |  |  |  |  |  |  |  |  |  |  |  |  |
| |                                                                |  |  |  |  |  |  |  |  |  |  |  |  |  |  |  |
| | 2. Leopoldo I, rey de los Belgas                               |  |  |  |  |  |  |  |  |  |  |  |  |  |  |  |
| |                                                                |  |  |  |  |  |  |  |  |  |  |  |  |  |  |  |
| |                                                                |  |  |  |  |  |  |  |  |  |  |  |  |  |  |  |
| | 20. Enrique XXIX, conde de Reuss-Ebersdorf                     |  |  |  |  |  |  |  |  |  |  |  |  |  |  |  |
| |                                                                |  |  |  |  |  |  |  |  |  |  |  |  |  |  |  |
| |                                                                |  |  |  |  |  |  |  |  |  |  |  |  |  |  |  |
| | 10. Enrique XXIV, conde de Reuss-Ebersdorf                     |  |  |  |  |  |  |  |  |  |  |  |  |  |  |  |
| |                                                                |  |  |  |  |  |  |  |  |  |  |  |  |  |  |  |
| |                                                                |  |  |  |  |  |  |  |  |  |  |  |  |  |  |  |
| | 21. Condesa Teodora de Castell-Castell                         |  |  |  |  |  |  |  |  |  |  |  |  |  |  |  |
| |                                                                |  |  |  |  |  |  |  |  |  |  |  |  |  |  |  |
| |                                                                |  |  |  |  |  |  |  |  |  |  |  |  |  |  |  |
| | 5. Princesa Augusta de Reuss-Ebersdorf                         |  |  |  |  |  |  |  |  |  |  |  |  |  |  |  |
| |                                                                |  |  |  |  |  |  |  |  |  |  |  |  |  |  |  |
| |                                                                |  |  |  |  |  |  |  |  |  |  |  |  |  |  |  |
| | 22. Conde Jorge Augusto de Erbach-Schönberg                    |  |  |  |  |  |  |  |  |  |  |  |  |  |  |  |
| |                                                                |  |  |  |  |  |  |  |  |  |  |  |  |  |  |  |
| |                                                                |  |  |  |  |  |  |  |  |  |  |  |  |  |  |  |
| | 11. Condesa Carolina Ernestina de Erbach-Schönberg             |  |  |  |  |  |  |  |  |  |  |  |  |  |  |  |
| |                                                                |  |  |  |  |  |  |  |  |  |  |  |  |  |  |  |
| |                                                                |  |  |  |  |  |  |  |  |  |  |  |  |  |  |  |
| | 23. Condesa Fernanda Enriqueta de Stolbert-Gedern              |  |  |  |  |  |  |  |  |  |  |  |  |  |  |  |
| |                                                                |  |  |  |  |  |  |  |  |  |  |  |  |  |  |  |
| |                                                                |  |  |  |  |  |  |  |  |  |  |  |  |  |  |  |
| | 1. Princesa Carlota de Bélgica                                 |  |  |  |  |  |  |  |  |  |  |  |  |  |  |  |
| |                                                                |  |  |  |  |  |  |  |  |  |  |  |  |  |  |  |
| |                                                                |  |  |  |  |  |  |  |  |  |  |  |  |  |  |  |
| | 24. Luis Felipe I, duque de Orleans                            |  |  |  |  |  |  |  |  |  |  |  |  |  |  |  |
| |                                                                |  |  |  |  |  |  |  |  |  |  |  |  |  |  |  |
| |                                                                |  |  |  |  |  |  |  |  |  |  |  |  |  |  |  |
| | 12. Luis Felipe II, duque de Orleans                           |  |  |  |  |  |  |  |  |  |  |  |  |  |  |  |
| |                                                                |  |  |  |  |  |  |  |  |  |  |  |  |  |  |  |
| |                                                                |  |  |  |  |  |  |  |  |  |  |  |  |  |  |  |
| | 25. Princesa Luisa Enriqueta de Francia                        |  |  |  |  |  |  |  |  |  |  |  |  |  |  |  |
| |                                                                |  |  |  |  |  |  |  |  |  |  |  |  |  |  |  |
| |                                                                |  |  |  |  |  |  |  |  |  |  |  |  |  |  |  |
| | 6. Luis Felipe I, rey de los Franceses                         |  |  |  |  |  |  |  |  |  |  |  |  |  |  |  |
| |                                                                |  |  |  |  |  |  |  |  |  |  |  |  |  |  |  |
| |                                                                |  |  |  |  |  |  |  |  |  |  |  |  |  |  |  |
| | 26. Luis Juan María, Duque de Penthièvre                       |  |  |  |  |  |  |  |  |  |  |  |  |  |  |  |
| |                                                                |  |  |  |  |  |  |  |  |  |  |  |  |  |  |  |
| |                                                                |  |  |  |  |  |  |  |  |  |  |  |  |  |  |  |
| | 13. Luisa María Adelaida de Borbón, Mademoiselle de Penthièvre |  |  |  |  |  |  |  |  |  |  |  |  |  |  |  |
| |                                                                |  |  |  |  |  |  |  |  |  |  |  |  |  |  |  |
| |                                                                |  |  |  |  |  |  |  |  |  |  |  |  |  |  |  |
| | 27. Princesa María Teresa Felicidad de Este                    |  |  |  |  |  |  |  |  |  |  |  |  |  |  |  |
| |                                                                |  |  |  |  |  |  |  |  |  |  |  |  |  |  |  |
| |                                                                |  |  |  |  |  |  |  |  |  |  |  |  |  |  |  |
| | 3. Princesa Luisa María de Francia                             |  |  |  |  |  |  |  |  |  |  |  |  |  |  |  |
| |                                                                |  |  |  |  |  |  |  |  |  |  |  |  |  |  |  |
| |                                                                |  |  |  |  |  |  |  |  |  |  |  |  |  |  |  |
| | 28. Carlos III, rey de España                                  |  |  |  |  |  |  |  |  |  |  |  |  |  |  |  |
| |                                                                |  |  |  |  |  |  |  |  |  |  |  |  |  |  |  |
| |                                                                |  |  |  |  |  |  |  |  |  |  |  |  |  |  |  |
| | 14. Fernando I, rey de las Dos Sicilias                        |  |  |  |  |  |  |  |  |  |  |  |  |  |  |  |
| |                                                                |  |  |  |  |  |  |  |  |  |  |  |  |  |  |  |
| |                                                                |  |  |  |  |  |  |  |  |  |  |  |  |  |  |  |
| | 29. Princesa María Amalia de Sajonia                           |  |  |  |  |  |  |  |  |  |  |  |  |  |  |  |
| |                                                                |  |  |  |  |  |  |  |  |  |  |  |  |  |  |  |
| |                                                                |  |  |  |  |  |  |  |  |  |  |  |  |  |  |  |
| | 7. Princesa María Amalia de las Dos Sicilias                   |  |  |  |  |  |  |  |  |  |  |  |  |  |  |  |
| |                                                                |  |  |  |  |  |  |  |  |  |  |  |  |  |  |  |
| |                                                                |  |  |  |  |  |  |  |  |  |  |  |  |  |  |  |
| | 30. Francisco I emperador del Sacro Imperio Romano Germánico   |  |  |  |  |  |  |  |  |  |  |  |  |  |  |  |
| |                                                                |  |  |  |  |  |  |  |  |  |  |  |  |  |  |  |
| |                                                                |  |  |  |  |  |  |  |  |  |  |  |  |  |  |  |
| | 15. Archiduquesa María Carolina de Austria                     |  |  |  |  |  |  |  |  |  |  |  |  |  |  |  |
| |                                                                |  |  |  |  |  |  |  |  |  |  |  |  |  |  |  |
| |                                                                |  |  |  |  |  |  |  |  |  |  |  |  |  |  |  |
| | 31. María Teresa I, archiduquesa de Austria y reina de Hungría |  |  |  |  |  |  |  |  |  |  |  |  |  |  |  |
| |                                                                |  |  |  |  |  |  |  |  |  |  |  |  |  |  |  |
| |                                                                |  |  |  |  |  |  |  |  |  |  |  |  |  |  |  |

## Sucesión
| Predecesor: Ana María Huarte y Muñiz 1822-1823 | Emperatriz de México 10 de abril de 1864-19 de junio de 1867 | Sucesor: Monarquía abolida |

## Heráldica
|  | El escudo de Carlota está blasonado así: En losanje partido con las armas de México y Bélgica. Primero: en campo de plata un águila real, devorando una serpiente, posada sobre un nopal doble, plantado en una roca, moviéndose ella misma entre agua calma. Segundo: en campo de sable, un león rampante de oro, linguado, uñado, armado de gules; en escusón brochante al león, en cuartos, I y IV, en cuartos, en primero y cuarto, campo de gules con tres leones leopardados de oro, linguados, uñados, armados de azur (de Inglaterra); en el segundo en campo de oro, un león rampante de gules, linguado y armado de azur, situado dentro de un trechor de gules (de Escocia); en tercero en campo de azur, un arpa de oro, con cuerdas de plata (de Irlanda); en II y III, burelado de oro y sable, cargado con una ruda de sinople en banda (de Sajonia). Adornos exteriores: El escudo está rodeado por el cordón de plata de las damas de la Orden de la Reina María Luisa y estampado con la corona del Segundo Imperio Mexicano. Detalles: Unión de las armas de su esposo, Maximiliano I de México, y de su padre, Leopoldo I de Bélgica. |

## Actas civiles

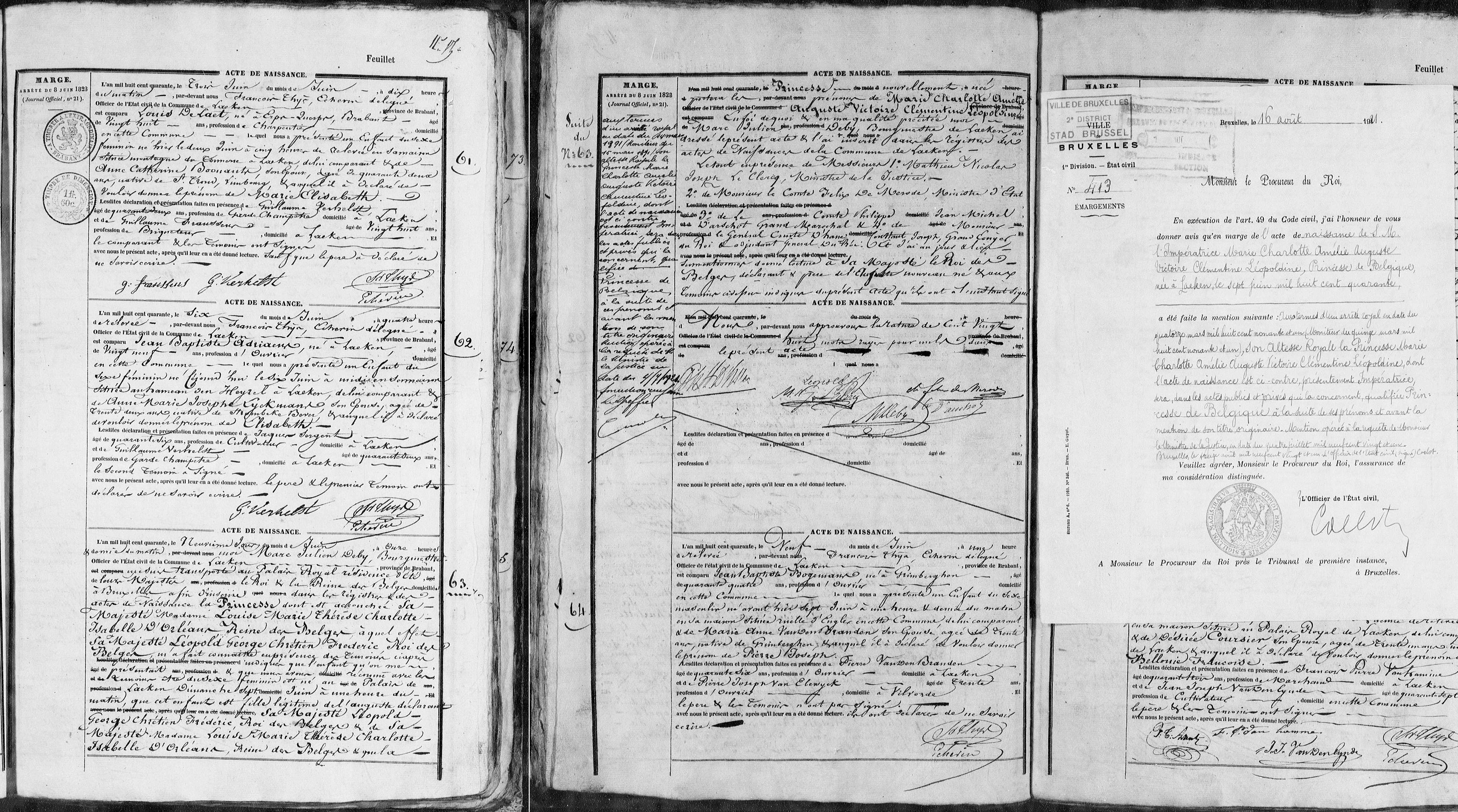
Acta de nacimiento (7 de junio de 1840).
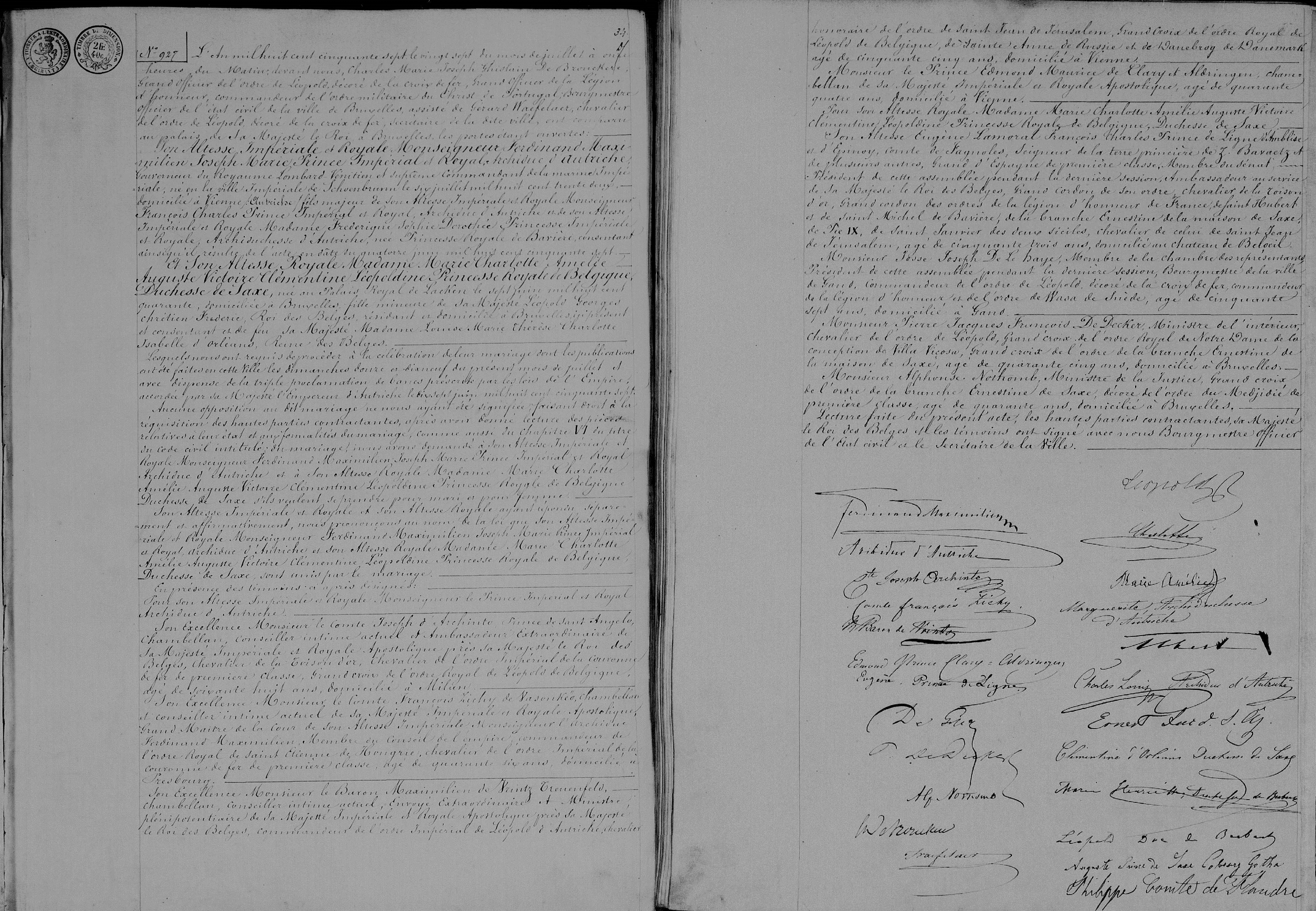
Acta de matrimonio (27 de julio de 1857).

## Literatura
- Bénit, André: Charlotte, princesse de Belgique et impératrice du Mexique (1840-1927). Un conte de fées qui tourne au délire... Essai de reconstitution historique, Plougastel, Historic’one Editions, 2017 (ISBN: 978-2-912994-62-4).
- Bénit, André: «Charlotte de Belgique, impératrice du Mexique. Une plongée dans les ténèbres de la folie. Essai de reconstitution fictionnelle», Mises en littérature de la folie, Çédille, Revista de estudios franceses, Monografías de Çédille 7, 2017, pp.13-54 (ISSN: 1699-4949).
- Bénit, André: Légendes, intrigues et médisances autour des « archidupes ». Charlotte de Saxe-Cobourg-Gotha, princesse de Belgique / Maximilien de Habsbourg, archiduc d’Autriche. Récits historique et fictionnel, Bruxelles, Peter Lang, Éditions scientifiques internationales, 2020, 438 pages (ISBN: 978-2-8076-1470-3).[27]
- Bibesco, Princesse Marthe: Charlotte et Maximilien. París 1962.
- Castelot, André: Maximiliano y Carlota. La Tragedia de la Ambición. México 1985.
- Corti, Conte Egon Caesar: Maximilian und Charlotte von Mexiko. Nach dem bisher unveröffentlichten Geheimarchive des Kaisers Maximilian und sonstigen unbekannten Quellen. 2 Vols. Zúrich, Leipzig, Viena 1924.
- Corti, Conte Egon Caesar: Maximilian von Mexiko. Die Tragödie eines Kaisers. Fráncfort del Meno 1953.
- Desternes, Suzanne; Chandet, Henriette: Maximilien et Charlotte. París 1964.
- Del Paso, Fernando: Noticias del Imperio, México, 1986, Fondo de Cultura Económica, primera edición, 2014, pag. 708.
- Gómez Tepexicuapan, Amparo: “Carlota en México.” En: Igler, Susanne; Spiller, Roland (eds.): Más nuevas del imperio. Estudios interdisciplinarios acerca de Carlota de México. Fráncfort del Meno 2001. (Erlanger Lateinamerika-Studien. 45). p. 27-40.
- Miguel de Grecia: La Emperatriz del Adiós. El trágico destino del emperador Maximiliano y su mujer Carlota. Barcelona 2000.
- Harding, Bertita: Phantom Crown. The story of Maximilian and Carlota of Mexico. 3.ª edición. México 1967 [1935].
- Haslip, Joan: The Crown of Mexico: Maximilian and his Empress Carlota. 2.ª edición. Nueva York 1972.
- Hyde, Montgomery H.: Mexican Empire. The history of Maximilian and Carlota of Mexico. Londres 1946.
- Igler, Susanne: Carlota de México. México 2002. (=Grandes Protagonistas de la Historia Mexicana) [segunda edición: 2006].
- Igler, Susanne: De la intrusa infame a la loca del castillo: Carlota de México en la literatura de su 'patria adoptiva'. Frankfurt: Peter Lang 2007 (Studien und Dokumente zur Geschichte der Romanischen Literaturen, 58).
- Kerckvoorde, Mia: Charlotte. La passion et la fatalité. París 1981.
- Maria y Campos, Armando: Carlota de Bélgica. La infortunada Emperatriz de México. México 1944.
- Praviel, Armand: La vida trágica de la emperatriz Carlota. Buenos Aires 1937.
- Perfors Barradas, Gerardo: 60 Años de locura. Universiteit van Ámsterdam 2009.
- Ratz, Konrad (ed.): Vor Sehnsucht nach dir vergehend. Der private Briefwechsel zwischen Maximilian von Mexiko und seiner Frau Charlotte. Viena, Múnich 2000.
- Vázquez Lozano, Gustavo: Sesenta años de soledad. La vida de Carlota después del imperio mexicano, 1867-1927. México: Grijalbo, 2019.
- Del Paso Fernando: Noticias del Imperio. México 2008
- Fuentes Aguirre, Armando (Catòn): La otra historia de México, Juárez y Maximiliano, la roca y el ensueño